# Awakateks
Els awakateks són un grup ètnic de cultura maia amb assentaments originals en el municipi d'Aguacatán al departament de Huehuetenango, Guatemala. A Mèxic es localitzen escasses minories a Chiapas i Veracruz.

## Història
S'han descobert evidències arqueològiques de la seva presència prehispànica a Chalchitán (poblat originalment anomenat Coacutec pels seus orígens nahua). Durant una expedició missionera de 1643, el dominic irlandès Thomas Gage va evidenciar en les seves cròniques el cultiu de raïms desenvolupat per aquest poble. En 1891, Chalchitán va ser annexat com a barri a Aguacatán, per conseqüència els indígenes chalchitecs han establert relacions socials amb els awakateks. En la seva obra "Recordación Florida", Francisco de Fuentes y Guzmán va relatar que Chalchitán i Aguacatán estaven habitades per al voltant de 480 parlants d'una idioma amb pronunciació gutural.
L'Academia de Lenguas Mayas de Guatemala (ALMG) va fer una assemblea el desembre de 1999, nomenant la Junta Directiva de la Comunitat Lingüística Awakateka amb més de 75 membres. Aquesta comunitat es va integrar amb persones interessades a perpetuar la cultura d'aquest poble. La comissió organitzadora va haver de fer propaganda per difondre els objectius de l'Academia de Lenguas Mayas de Guatemala; la seva organització interna va ser molt decadent, car mancaven de recursos, mobilització i van trobar l'oposició d'institucions com l'Institut Lingüístic d'Estiu. Actualment la Comunitat Lingüística Awakateka es troba en el municipi d'Aguacatán i tenia 177 membres el 2004.